# هيكتور كوبر
هيكتور كوبر (بالإسبانية: Héctor Cúper)‏، هو لاعب ومدرب كرة قدم أرجنتيني، درب في عدة أندية، من بينها نادي ريال بيتيس الإسباني سنة 2007 ونادي بارما الإيطالي سنة 2008 ونادي الوصل الإماراتي موسم 2013–14، وكذلك منتخب مصر لمدة 3 سنوات، ونجح في قيادة المنتخب المصري لكرة القدم بالتأهل إلى كأس العالم 2018 في روسيا بعد غياب 28 عاماً وقاد أيضا المنتخب المصري إلى نهائي كأس الأمم الأفريقية لكرة القدم 2017 ونجح في الحصول علي المركز الثاني بعد خسارته أمام منتخب الكاميرون بنتيجة 2-1.

## وصلات خارجية
- هيكتور كوبر على موقع الاتحاد الدولي (مؤرشف)  (الإنجليزية)
- هيكتور كوبر على موقع قاعدة بيانات كرة القدم.إي يو (الإنجليزية)
- هيكتور كوبر على موقع ناشيونال فوتبول تيمز (الإنجليزية)
- هيكتور كوبر على موقع عالم كرة القدم.نت (الإنجليزية)
- هيكتور كوبر على موقع كووورة
- BDFutbol profile
- Worldfootball profile